# Chiropotes albinasus
El sakí de nariz blanca (Chiropotes albinasus) es una especie de primate platirrino perteneciente a la familia Pitheciidae que habita en la Amazonia brasilera. Cursos fluviales la separan del territorio boliviano, donde no habita.
La especie se caracteriza por el color rosa brillante de la piel nasal. Es diurna y arbórea; habita en la selva amazónica en bosque densos e inundables. Se alimenta primordialmente de frutas y semillas; su dentadura se encuentra adaptada para romper la corteza de las semillas. 
La especie en la Lista Roja de la UICN se considera como en peligro de extensión y se encuentra listado en el apéndice I de la CITES.

## Distribución y hábitat

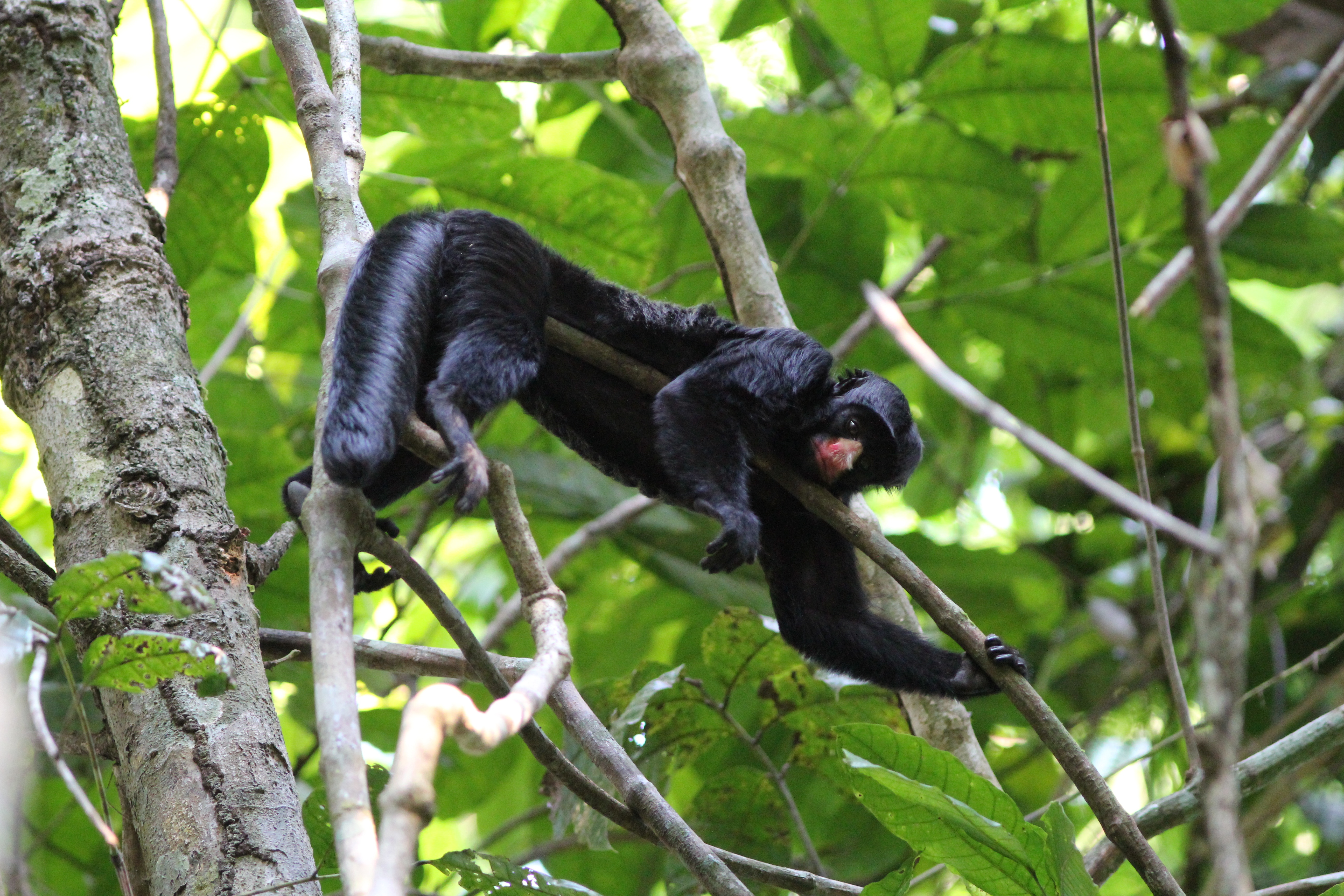
Saki de barba de nariz blanca (Chiropotes albinasus) en Brasil.

La especie habita en la selva amazónica del Brasil al sur del curso del río Amazonas entre los ríos Madeira y Xingu. Se encuentra con más frecuencia en bosques inundables, de árboles altos y lejos de las corrientes de los ríos, donde tiende a ocupar el dosel arbóreo. En ocasiones se encuentra en la selva densa e inundada.

## Descripción
Los machos pesan en promedio 3,1 kg y las hembras 2,5 kg. La longitud de la cabeza y el cuerpo es de alrededor de 42 cm en los machos y de 38 cm en las hembras. Su nombre común y científico se debe al tono de la piel sobre la nariz especímenes preservados. En animales vivos la piel nasal es de color rosado brillante con pelo de color blanco y el pelaje corporal es de color negro. Es la única especie de Chiropotes con la piel nasal de este aspecto. Posee una cola larga, cubierta de pelaje denso, no prensil y que utiliza para balancearse.

## Comportamiento
La especie es diurna y arbórea; se desplaza por el dosel del bosque en posición cuadrúpeda. Se agrupan en grupos de 18 a 30 individuos, los cuales se desplazan en busca de alimento. Su dieta se compone principalmente de frutas, semillas y en menor proporción de insectos. En algunos sitios se ha documentado una dieta La proporción de esta varía dependiendo de la disponibilidad de alimento el sitio y la estación. Se especializa en la búsqueda de semillas y su dieta es altamente frugívora. En algunos sitios hasta el 90% de su dieta se compone de frutas, en la Floresta Nacional do Tapajós hasta el 48% de la dieta consiste en semillas inmaduras seguido de pulpa de fruta con un 39%. Cuenta con dentadura adaptada para romper la corteza de las semillas que le sirven de alimento.
El sakí de nariz blanca alcanza la madurez sexual a los 4 años. En la época del estro la coloración de la vulva cambia a rojo brillante y marchan con la cola erguida con el fin de llamar la atención de los machos. Las hembras dan a luz solo una cría al año; La gestación dura alrededor de 5 meses y la mayoría de los nacimientos suceden entre febrero y marzo y agosto y septiembre.

## Conservación
La especie en la Lista Roja de la UICN se considera como en peligro de extinción por el declive estimado de su población en un 50% en las últimas tres generaciones (30 años). Se encuentra listado en el apéndice I de la CITES.en Brasil se encuentra protegida por la legislación, la cual prohíbe la captura, venta y exportación de la especie. Su distribución incluye dos reservas: el Parque nacional de la Amazonia y la Floresta Nacional do Tapajós. La carretera transamazónica divide el rango de distribución de la especie en dirección norte-sur. Recientemente esta vía ha favorecido la colonización humana a regiones situadas al norte de Mato Grosso y como consecuencia la deforestación para crear zonas de cultivo que fomentan la fragmentación de su hábitat y su captura como fuente de alimento y en ocasiones por su cola.